# 维克托·穆什塔科夫
维克托·阿列克谢耶维奇·穆什塔科夫（俄语：Виктор Алексеевич Муштаков，1996年12月19日—），俄罗斯男子速度滑冰运动员，2019年世界单程距离速度滑冰锦标赛男子500米和男子团体竞速赛铜牌得主、2020年欧洲速度滑冰锦标赛男子团体竞速赛金牌得主。